# Carlino (moneta)

Stemma di Carlo I

Carlino è il nome di monete emesse tra la fine del XIII e l'inizio del XIV secolo a Napoli e in altre zecche dell'Italia meridionale.
I primi carlini furono emessi da Carlo I d'Angiò, re di Napoli e di Sicilia nel 1278.
Furono coniate con lo stesso nome e con gli stessi tipi sia monete d'oro che d'argento.
Al diritto c'era lo scudo partito con il giglio di Francia e la croce di Gerusalemme.
Presentava al rovescio la scena dell'Annunciazione, per cui fu anche detto Saluto.
- Il carlino d'oro: pesava 4,4 g a 24 K. Valeva un augustale o anche 14 carlini d'argento. La moneta d'oro ebbe breve vita e non fu più emessa dopo Carlo II d'Angiò.
- Il  carlino d'argento aveva gli stessi tipi della precedente: stemma degli Angioini (croce di Gerusalemme e giglio) al dritto e la scena dell'Annunciazione al rovescio.

Al contrario del carlino d'oro, il carlino d'argento fu emesso fino al XIX secolo.
La moneta ebbe successo e fu imitata (e contraffatta).
Si ebbero così il Carlino di Rodi, quello Romano, ed il Carlino Papale. Quest'ultimo prese in seguito il nome di giulio.

## Altri carlini
Monete con lo stesso nome furono emesse da altri sovrani con lo stesso nome: Carlo Emanuele I, duca di Savoia e da Carlo Emanuele III re di Sardegna. Il carlino emesso per la Sardegna da Carlo Emanuele III era una moneta d'oro all'891/1 000 da 16,053 g del diametro di 30 mm. Al dritto il busto a sin ed intorno CAR EM D G REX SAR CYP ET IER e la data; al rovescio era raffigurato lo stemma della Sardegna con i quattro mori ed intorno DVX SAB ET MONTISFER PRINC PED. Emise anche una moneta da mezzo carlino.
Carlo di Borbone quando prese possesso del Ducato di Parma e Piacenza al suo ingresso in Parma fece distribuire alla folla carlini battuti in loco.
Anche la moneta da 20 franchi battuta a Parigi per Carlo III di Monaco ebbe lo stesso nome.

## Il Carlino a Napoli nel '700 ed '800
I Borbone a Napoli emisero le monete da un carlino dal valore di 10 grana. Furono battuti a volte anche i pezzi da due carlini e da mezzo carlino.
Sotto Carlo III (1734 -1759) il carlino era d'argento al 900/1 000, pesava 2 g ed aveva un diametro di 21 mm. La moneta presentava al dritto il busto del re dx, attorno CAR D G VTR SIC REX ed al rovescio la croce cantonata da raggi ed intorno IN HOC SIGNO VINCES. Fu emessa solo nel 1755.
Nella prima monetazione di Ferdinando IV, quella che precede la Repubblica Napoletana del 1799, la moneta aumenta leggermente di peso a fronte del calo del titolo. L'intrinseco rimane sostanzialmente lo stesso. Cambia solo il ritratto ed il nome del sovrano. Per il resto i tipi rimangono uguali.
La Repubblica Napoletana, nei pochi mesi della sua durata, emette due monete d'argento dal valore di dodici e sei carlini. Entrambe le monete recavano al dritto la libertà in piedi, poggiata con la mano destra ad un'asta con sopra il berretto frigio e con la mano destra che tiene un fascio littorio. Intorno la scritta REPUBBLICA NAPOLITANA. Al rovescio una corona di rami di quercia con l'indicazione del valore. Intorno la scritta ANNO SETTIMO DELLA LIBERTA. La data si riferisce al calendario repubblicano francese del 1792. Le monete pesano rispettivamente 27,53 e 17,75 g in argento all'833,8/1 000. Erano affiancate da monete di rame a 6 e 4 tornesi.
Ferdinando IV nel secondo periodo del suo regno, dal 1799 al 1805, non emette monete con questa denominazione.
Nel 1806 divenne re Giuseppe Bonaparte che emise solo una moneta d'argento da 120 grana.
Gioacchino Murat nel 1808 prese il suo posto con il nome di Gioacchino Napoleone. Inizialmente mantenne la monetazione napoletana ed emise una moneta da 12 carlini d'argento del peso di 27,50 g: al dritto c'era la testa di Murat a sin ed intorno la scritta GIOACCHINO NAPOL. RE DELLE DUE SICIL.; al rovescio, entro una corona di ramoscelli d'ulivo e spighe di grano, il valore su tre righe: DODICI / CARLINI / data, intorno PRINCIPE E GRAND'AMMIRAGLIO DI FRANCIA. Sul bordo, in rilievo, DIO PROTEGGE IL RE ED IL REGNO.
In seguito, a partire dal 1810, Murat adottò la monetazione decimale in uso in Francia, con le monete prima in franchi e poi in lire.
Ferdinando IV nel terzo periodo del suo regno, dal 1815, emette di nuovo il carlino con le stesse misure di quello emesso nel 1798. Cambiano i tipi. Il ritratto al dritto viene sostituito con uno recente e la scritta intorno diviene FERD.IV D.G. VTR. SIC. ET HIER. REX. Al rovescio la croce è sostituita dallo stemma con la corona e la scritta ora è HISPANIARUM INFANS.
Nel 1816 Ferdinando IV assunse il nome di Ferdinando I delle Due Sicilie. Di conseguenza il carlino subisce il cambiamento della scritta: FERD.I D.G. REGNI SICILIARVM ET HIER. REX con la nuova data (1818). Dopo questa data il re non emette altre monete con questa denominazione.
Nel 1825 sale al trono il figlio Francesco I che emette nel 1826 un carlino con lo stesso peso e con i seguenti tipi: al dritto il ritratto del re a destra ed intorno FRANCISCVS I. DEI GRATIA REX; al rovescio lo stemma sormontato dalla corona e circondato da steli di grano. La scritta intorno recita REGNI VTR. SIC. ET HIER.
Anche Ferdinando II (1830-1859) che succede al padre emette monete da un carlino, con lo stesso peso, titolo e diametro dei suoi predecessori. Dal 1832 al 1839 la testa, volta a destra, è senza barba. In seguito è rappresentato con la barba. Al diritto la scritta è FERDINANDVS II. DEI GRATIA REX. Al rovescio, intorno allo stemma sormontato dalla corona reale, la scritta REGNI VTR. SIC ER HIER.
La moneta viene emessa fino il 1859, anno di morte di Ferdinando. È anche l'ultima emissione di una moneta di questo valore.
Francesco II sale al trono poco prima della caduta definitiva del Regno delle Due Sicilie e non emette alcuna moneta di questo valore. Viene solo battuto un tarì da due carlini, del peso di 4,60 g di argento all'833,33/1 000, con la testa reale e la scritta FRANCISCVS II. DEI GRATIA REX (Re per grazie di Dio) e la data (1859). Il rovescio è il solito con lo stemma sormontato dalla corona reale e la scritta REGNI VTR. SIC ET HIER (Regno delle Due Sicilie e Gerusalemme) e sotto l'indicazione G. 20 (20 grana).